# Digimon Adventure (Film)
Digimon Adventure (jap. デジモンアドベンチャー, Dejimon Adobenchā) ist ein Anime-Film aus dem Jahr 1999. Es handelt sich um den ersten von neun Filmen, die zum Digimon-Franchise gehören bzw. um den ersten Film zur gleichnamigen ersten Digimon-Serie. Er gilt als Prolog der Handlung um die Anime-Serie Digimon sowie ihrer inhaltlichen Nachfolger. Das Animationsstudio Tōei Animation produzierte den Film.

## Handlung
Der Film spielt im Jahre 1995, vier Jahre vor der ersten Serie, und greift auf die Vorfälle in Hikarigaoka (West-End-Viertel), ein Stadtteil im Tokioter Bezirk, Nerima, bei denen die Auserkorenen (Digiritter) das erste Mal auf Digimon treffen. Es beginnt alles damit, dass die vierjährige Hikari Yagami (Kari) eines Nachts entdeckt, wie ein Digiei auf dem Computer der Eltern erscheint. Als der siebenjährige Taichi Yagami (Tai), Hikaris großer Bruder, auch erscheint, kommt das Ei aus dem Bildschirm heraus. Die Geschwister entschließen sich das Ei zu behalten. Am darauffolgenden Morgen schlüpft ein Botamon aus dem Ei. Anfangs ist es völlig scheu und versteckt sich unterm Bett der Kinder. Nachdem Hikari das kleine Digimon füttert, entwickelt sich (digitiert) dieses zu Koromon. Mitten in der Nacht wird Taichi durch seine Schwester geweckt. Mit Koromon scheint irgendetwas nicht zu stimmen. Es fängt erneut an zu wachsen und verwandelt sich zu einem verhältnismäßig übergroßen Agumon. Agumon springt, mit Hikari auf dessen Schultern, durch das Fenster des Kinderzimmers. Taichi macht sich sofort auf den Weg um seine kleine Schwester zu finden. Das Reptiliendigimon richtet unkontrolliert Schaden in Hikarigaoko an, während Hikari völlig nervös zusieht, wie Agumon alles in seiner Umgebung angreift. Am Himmel erscheint plötzlich ein riesiges Digiei, aus dem ein Parrotmon schlüpft. Sofort greift das Vogeldigimon Agumon und Hikari an. Taichi findet die beiden am Ort des Geschehens. Agumon, welches im ganzen Film über von beiden Geschwistern nur als „Koromon“ bezeichnet wird, entwickelt sich ein weiteres Mal. Es wird zu einem Greymon. Gemeinsam betrachten Taichi und Hikari den Kampf der beiden Digimon. Leider scheint das Dinosaurierdigimon der Unterlegene zu sein und geht zu Boden. Aber mithilfe von Hikaris Trillerpfeife gelingt es Taichi, Greymon wieder aufzurütteln. Das Dinosaurierdigimon startet einen alles entscheidenden Angriff gegen den Feind und kann die Schlacht schließlich für sich entscheiden. Nach dem Kampf bei Tagesanbruch sind die beiden Kolosse spurlos verschwunden. Verzweifelt ruft Hikari nach ihrem Freund, doch dieser kommt nicht zurück.

## Veröffentlichungen
Zusammen mit den beiden Anime-Filmen Yu-Gi-Oh! (nicht zu verwechseln mit dem in Deutschland erschienenen Yu-Gi-Oh! Der Film) und Dr. Slump – Arale no Bikkuri Bān kam Digimon Adventure im Rahmen der Tōei Spring Anime Fair 99 am 6. März 1999 in die japanischen Kinos. Ein Tag vor der unterm gleichen Titel laufenden Erstausstrahlung der Serie. Die Tōei Spring Anime Fair 99 spielte etwa 650 Millionen Yen ein.
Digimon Adventure erschien in Japan am 6. August 1999 als Verleihversion (Code: VRTM-02362) für 5670 Yen, und am 10. Dezember 1999 als Kaufversion (Code: VCTM-02362) für 2940 Yen auf VHS-Kassette. Die DVD-Auflage wurde zusammen mit dem zweiten Digimon-Film Digimon Adventure: Bokura no War Game! auf einer Disk am 13. Oktober 2000 als Verleihmedium (Code: DRTD-02003) für 8400 Yen, und am 21. Januar 2001 als Kaufmedium (Code: DSTD-02003) für 4725 Yen veröffentlicht. Als Bonusmaterial auf der DVD findet sich ein Interview mit dem Regisseur Mamoru Hosoda, ein Blick hinter die Kulissen, Trailer und Werbespots.
Der Film wurde gemeinsam mit den zwei nachfolgenden Digimon-Filmen Digimon Adventure: Bokura no War Game! und Digimon Adventure 02: Digimon Hurricane Jōriku!! & Chōzetsu Shinka!! Ōgon no Digimental vom ehemaligen US-amerikanischen Synchronstudio Saban Entertainment zusammengeschnitten. Der daraus resultierende Film, welches außerhalb Asiens von 20th Century Fox und Fox Kids vertrieben wurde, lief unter dem Titel Digimon: The Movie. Dieser Zusammenschnitt kam am 6. Oktober 2000 in die nordamerikanischen Kinos. Zum Missfallen der eingefleischten deutschsprachigen Fans des Franchises, wurde die geschnittene Fassung nachher ins Deutsche übersetzt, synchronisiert, und kam am 8. März 2001 in den deutschen Kinos, und am 12. April 2001 in den Kinos der deutschsprachigen Region der Schweiz, unter dem Titel Digimon – Der Film.

## Synchronisation
| Rolle         | Japanischer Sprecher (Seiyū) |
| ------------- | ---------------------------- |
| Taichi Yagami | Toshiko Fujita               |
| Hikari Yagami | Kae Araki                    |
| Koromon       | Chika Sakamoto               |
| Susumu Yagami | Susumu Chiba                 |
| Yūko Yagami   | Yūko Mizutani                |
| Neko no Miiko | Yumi Tōma                    |

## Musik
In Digimon Adventure läuft als Hintergrundmusik lediglich der Boléro.
Für den Abspann des Films wurde eine etwa 30-sekündige „Theatre Size“ Version des Vorspanntitels zur ersten Digimon-Serie Butter-Fly von Kōji Wada verwendet.